# La mia vedova
La mia vedova (Nobody's Widow) è un film muto del 1927 diretto da Donald Crisp. La sceneggiatura di Clara Beranger e Douglas Z. Doty si basa sull'omonimo lavoro teatrale di Avery Hopwood andato in scena a Broadway il 15 novembre 1910.

## Trama
Mentre si trova in Europa, Roxanna Smith annuncia a sorpresa il suo matrimonio con John Clayton, duca di Moreland. Lo sposo è un inglese dal carattere piuttosto leggero, amante dei flirt. Anche durante la prima notte di nozze non perde le vecchie abitudini, tanto da farsi sorprendere da Roxanna mentre bacia un'altra donna. Furibonda, lei lo lascia, tornandosene da sola negli Stati Uniti e annunciando a tutti che il marito è morto. Rivede il duca a casa della sua amica Betty, dove ambedue si trovano come ospiti. John cerca di riconciliarsi con la moglie, dichiarandole di non aver mai smesso di amarla ma lei lo respinge, non fidandosi delle sue promesse. Però quando Betty, che ha messo gli occhi sul duca, organizza decisa a sedurlo un festino di cui lei e John sono gli unici partecipanti, in Roxanna si risveglia la gelosia. John si accorge così che la moglie lo ama ancora: questa volta riuscirà a convincerla del proprio sincero pentimento e del suo amore per lei.

## Produzione
Il film fu prodotto dalla DeMille Pictures Corporation.

## Distribuzione
Il copyright del film, richiesto dalla Cinema Corp. of America, fu registrato il 15 gennaio 1927 con il numero LP23545.
Distribuito dalla Producers Distributing Corporation (PDC), il film uscì nelle sale cinematografiche statunitensi il 24 gennaio 1927 dopo essere stato presentato in prima a New York il 10 gennaio. In Portogallo, il film fu distribuito il 13 aprile 1928 con il titolo A Minha Viúva. Nel 1928, il film fu distribuito anche in Italia con il visto di censura numero 24344.
Non si conoscono copie ancora esistenti della pellicola che viene considerata presumibilmente perduta.